# VI-os kategória
Az előadóművészeti törvény által meghatározott VI-os kategóriába 2010-ben 108 regisztrált szervezet tartozott, mely szervezetekben 2000 művész és művészeti munkatárs dolgozik. Ez a kategória gyakorlatilag a teljes független előadó-művészeti szférát lefedi: társulatok, befogadó színházak, és ide tartozik a kortárs táncélet 90 százaléka. A VI-os kategóriába tartozó szervezetek évente 6000-nél több előadást tartanak, mely előadásokat 1,2 millió néző látogat.

## Az előadóművészeti törvény
A független terület igazgatását is ellátó minisztérium (NEFMI) törvénymódosító indítványt nyújtott be az úgynevezett salátatörvényhez. Ebben az szerepelt, hogy „a VI. kategória számára a miniszter pályázatot írhat ki”. Ezzel a független terület törvényi garanciája szűnt volna meg. A hivatkozás a költségvetés rossz helyzete volt, de a kőszínházi közeg ugyanannyi pénzt kapott volna, mint tavaly. Tulajdonképpen a független terület mesterséges leválasztását jelentette volna az egész színházi szakmáról.
Rengeteg egyeztetés, beadvány és lobbi nyomán a benyújtott, idézett, törvénymódosítóhoz érkezett egy módosító indítvány Karácsony Gergely és Kukorelly Endre LMP-s képviselőktől, ami lecsökkentette e diszkriminációt. Ez a törvénymódosító indítvány a következőképpen hangzik: az I-VI. kategóriára fordítandó állami támogatás 8%-át pályázati úton a VI. kategória kapja. Ezt az indítványt a Parlament Kulturális Bizottsága, L. Simon László bizottsági elnök támogatásával, elfogadta és támogatta egy tartózkodással. Ez azt jelenti, hogy az LMP mellett a FIDESZ és a Jobbik is támogatta a bizottságban az indítványt. A Magyar Színházi Társaság is írt egy támogató levelet a képviselőknek, amiben kiálltak a független területért, ami jelentősen hozzájárult sikerükhöz.
A jelenleg hatályos törvény:
A 2008. évi XCIX. törvény azt a felismerést fogalmazza meg, hogy az élő, jelen idejű előadó-művészeti alkotás olyan, semmi mással nem helyettesíthető társadalmi tevékenység, amely ápolja és fejleszti a társadalom kulturális, szellemi állapotát, az anyanyelvi kultúrát, a társadalmi önismeretet és szolidaritást, elősegíti az európai és ezen belül különösen a magyar kulturális emlékezet fenntartását. A törvény szándéka, hogy az igényes magyarországi előadó-művészetek, a színház-, tánc- és zeneművészet művelését és fejlesztését támogassa.
A színház-, tánc- és zeneművészet sokszínűségének és értékeinek gyarapítása, az előadásoknak, koncerteknek a közönség széles rétegeihez való eljuttatása, a gyermek- és ifjúsági korosztály előadó-művészetekre fogékony nézővé nevelésének előmozdítása, a hazai előadó-művészet nemzetközi jelenlétének elősegítése, a határon túli magyar kultúra ápolása, a hazai nemzeti és etnikai kisebbségek művészeti életének támogatása, az előadó-művészeti intézményrendszer fejlesztése, a közpénzek hatékony felhasználását elősegítő támogatási rendszer megteremtése, valamint az Alkotmányban megfogalmazott állampolgári kulturális jogok érvényesülése érdekében a Magyar Köztársaság Országgyűlése a következő törvényt alkotja:
2008. évi XCIX. törvény az előadó-művészeti szervezetek támogatásáról és sajátos foglalkoztatási szabályairól.

## Regisztrált szervezetek
A VI-os kategóriába tartozó színházak néhány külföldi megjelenése a több százból:
- Avignoni Fesztivál - Mozgó Ház Társulás
- Berlin - Szputnyik Hajózási Társaság, Élőkép Társulat, Maladype Színház
- Edinburgh Fesztivál - Bozsik Yvette Társulat (háromszor), Merlin (háromszor), Artus
- Kairói Nemzetközi Fesztivál - Artus (kétszer), Finita la Commedia, Juhász Kata, Közép Európa Táncszínház
- Párizsi Őszi Fesztivál - Pintér Béla és Társulata
- Pritthvi International Festival (India) - Merlin
- Szarajevo Nemzetközi Fesztivál - Tünet Együttes, Közép Európa Táncszínház
- Theatertreffen, Berlin - Szputnyik Hajózási Társaság
- Theater der Welt - Pintér Béla és Társulata
- Unidram Fesztivál - Frenák Pál, Hólyagcirkusz, Finita la Commedia

A VI-os kategóriában dolgozó művészek több mint 160 állami kitüntetéséből Kossuth-díjat Bozsik Yvette, Csákányi Eszter, Jeles András, Juronics Tamás és Markó Iván kapott.
- Bozsik Yvette Társulat[2]
- Frenák Pál Társulat
- Szegedi MASZK
- Merlin
- Mu Színház
- Pintér Béla Társulata[3]
- Stúdió K
- Szegedi Kortárs Balett
- Szkéné
- Tűzraktér
- Zsámbéki Színházi Bázis

## A színházak támogatásának finanszírozási struktúrája 2010-ben
Az állami fenntartású színházak támogatása 9 milliárd Ft, az önkormányzatiaké 23 milliárd Ft volt (utóbbiból 10 milliárd önkormányzati, 13 milliárd minisztériumi keretből), vagyis összesen 32 milliárd Ft volt a támogatás.
A VI-os kategóriába tartozó színházak az önkormányzati színházak minisztériumi támogatásának 10%-át kapják, ami 1,3 milliárd Ft, mely összeg a teljes színházi struktúra támogatásának 3,8%-a. Ebből az összegből 33%-ot zároltak. Az elosztásnál pedig egy koncentrálódási tendencia volt észlelhető: 79 pályázó, aki 2009-ben kapott támogatást, 2010-ben nem; a többiből a 2009-es összeg legalább felét mindenki megkapta, hatan 4-24%-kal többet is, kilencen pedig kiugróan nagy növekedést könyvelhettek el: 80% fölött. Ez tehát elsősorban a „gyengébbek” kihalásával fenyeget. 2011-re pedig az önkormányzati színházak minisztériumi támogatásának 8%-ára csökkentették a keretösszeget.